# Flora (corvetta)
La Flora è stata una corvetta in servizio presso la Real Marina del Regno delle Due Sicilie in servizio dal 1796 all'8 gennaio 1799.

## Storia Operativa
La corvetta Flora venne costruita presso il  Reale Arsenale di Castellammare di Stabia in uno scalo mobile adiacente a quello dove venivano costruiti i vascelli. Si trattava di una unità del dislocamento di circa 2400 tonnellate, lunga 30 metri, e con lo scafo in legno dotato di una carena ricoperta da lastre di rame al fine di proteggerlo dalle teredini.  Era dotata di due ponti, ed armata con una batteria coperta di 24 cannoni da 18 libbre in ferro ad anima liscia. L'armamento velico prevedeva tre alberi (trinchetto, di maestra e di mezzana) dotati di vele quadre e randa alla mezzana e al bompresso. L'unità fu varata il 15 ottobre 1796, ed entrò in servizio nella Real Marina Napoletana.
Verso la fine del 1798 le truppe francesi del generale Jean Étienne Championnet si stavano avvicinandosi a Napoli, capitale del Regno, e nella notte tra il 23 e 24 dicembre re Ferdinando IV si imbarcò sul vascello Vanguard, nave ammiraglia di Horatio Nelson, per trasferirsi in Sicilia sotto la scorta di una squadra navale napoletana.
Nelson, prima di salpare, aveva dato ordine al commodoro Donald Campbell, inglese ma al servizio della marina portoghese ormeggiata in rada, di incendiare parte della flotta del Regno di Napoli per evitare che i francesi se ne impadronissero. 
L'8 gennaio 1799 nel Golfo di Napoli vennero dati alle fiamme e affondati i vascelli da 74 cannoni Tancredi e Guiscardo, quello da 64 cannoni San Gioacchino, la corvetta Flora e la gabarra Lampreda. Il vascello da 74 cannoni Partenope, che si trovava allo sverno a Castellammare,  fu affondato dalle maestranze davanti all'imbocco del porto.
Il relitto della corvetta Flora fu rinvenuto nel corso di alcuni lavori il 23 dicembre 2016, e furono recuperati subito una campana di bordo e alcune palle di cannone, mentre furono individuati anche 4 cannoni.

### Fonti
1. ↑  Tree Decks.
2. 1 2 3 4 5 6  Liberoricercatore.
3. 1 2  Cacciatore 1850, p. 28.
4. ↑  Corriere di Napoli.